# Галкин, Ной Ильич
Ной Ильи́ч Га́лкин (1897, Копысь, Российская империя — 1957, Ленинград, СССР) — советский сценарист и режиссёр учебных и научно-популярных медицинских фильмов.

## Биография
Родился в 1897 году в местечке Копысь Могилёвской губернии. Брат управляющего «Белгоскино» Абрама Ильича Галкина.
Учился на медицинском факультете Московского университета. 4 июня 1921 года был арестован органами ВЧК и в сентябре того же года выслан в Тамбовскую губернию. Освобождён 2 марта 1922 года.
В 1923 году окончил Московский университет. Посещал кинокурсы Бориса Чайковского. По окончании университета работал в Культобъединении, созданном при Госкино в марте 1923 года для производства хроники и научно-популярных фильмов. В 1924 году по сценарию, написанному им совместно с Иваном Леоновым, режиссёры Григорий Лемберг и Николай Баклин сняли фильм «Аборт» («Суд над акушеркой Зайцевой»), ставший первой постановкой «Культкино». Этот игровой просветительский фильм строился как судебное расследование подпольной операции, в результате которой погибла фабричная работница. Совместно с Елизаветой Демидович написал для «Белгоскино» сценарий одного из первых игровых белорусских фильмов — «Проститутка» (1926). Стал главным киноспециалистом по венерическим болезням, за что получил прозвище Гной Ильич. Практиковал также как врач-терапевт.
С 1928 года — режиссёр просветительских фильмов на кинофабрике «Ленсовкино», с 1933 года режиссёр учебных и научно-популярных медицинских фильмов на кинофабрике № 1 «Союзтехфильм» (с 1936 года — «Лентехфильм»).
В феврале 1935 года в связи с 15-летием советской кинематографии и за значительные заслуги в деле развития советской кинематографии в Ленинграде постановлением Президиума Ленсовета награждён часами с надписью.
В феврале 1936 года избран в рабочий президиум Ленинградского общества учебной и научной кинематографии (ЛОУНК). Вошёл в комиссию для подготовки предложений по реорганизации системы производства и проката учебных и научных фильмов в стране. В сентябре 1936 года на киностудии «Лентехфильм» под его руководством была создана мастерская по производству медикобиологических фильмов.
В 1938 году стал председателем секции научно-популярного и технико-пропагандистского фильма, которая занималась массовой и методической работой, принимала заявки научных работников на научные и учебные фильмы и добивалась включения их в план киностудии «Лентехфильм».
В 1940 году Указом Президиума Верховного Совета СССР награждён орденом «Знак Почёта». С июля 1941 по май 1942 года возглавлял на киностудии «Лентехфильм» медико-санитарную команду Местной противовоздушной обороны (МПВО).
Возглавил отдел научных и учебно-технических фильмов образованной весной 1942 года Ленинградской объединённой студии научно-технических и хроникально-документальных фильмов. В 1943 году награждён медалью «За оборону Ленинграда».
В 1943 году снял фильм «Алиментарная дистрофия и авитаминозы», ставший документальным свидетельством того, что пришлось перенести жителям блокадного города. Съёмки проходили в Первом медицинском институте, в Военно-медицинской академии и в больнице медицинской академии имени Мечникова. Фильм был снят за три с половиной месяца по заказу городских властей для студентов-медиков. По мнению историков, никогда больше жертвы блокады Ленинграда не были показаны с такой достоверностью и точностью, как в этом фильме.
За успешную работу в области советской кинематографии в дни Великой Отечественной войны Указом Президиума Верховного Совета СССР награждён орденом Трудового Красного Знамени (1944).
В 1948 году в ходе кампании по борьбе с космополитизмом как не внушающий политического доверия и неустойчивый в морально-бытовом отношении попал под сокращение штатов и был уволен с киностудии «Леннаучфильм».
Скончался в 1957 году, похоронен на Преображенском еврейском кладбище в Санкт-Петербурге.

## Фильмография

### Сценарист
- 1924 — Аборт / Суд над акушеркой Зайцевой (совм. с И. Леоновым)
- 1925 — Паук и муха (совм. с Л. Сухаребским)
- 1925 — Правда жизни (совм. с Е. Демидович)
- 1926 — Проститутка (совм. с Е. Демидович)
- 1929 — Больные нервы (совм. с Л. Сухаребским)
- 1930 — Две силы (совм. с Д. Сверчковым, М. Блейманом, Л. Константиновским)
- 1930 — Кто виноват? (совм. с Д. Толмачёвым, по теме и либретто Л. Сухаребского)

### Режиссёр
- 1928 — Загадка жизни
- 1928 — Любовь в природе / Размножение в природе
- 1929 — Больные нервы / Неврастения
- 1929 — Физические способы лечения
- 1930 — 1905 год в буржуазной сатире (анимационный, не сохранился)
- 1930 — Две силы
- 1930 — Кто виноват?
- 1933 — Нервная система
- 1938 — Острая конечная непроходимость
- 1938 — Прободная язва двенадцатипёрстной кишки
- 1938 — Ущемлённая паховая грыжа
- 1940 — Аборт
- 1940 — Умей оказывать первую помощь
- 1940 — Шизофрения (симптоматология)
- 1941 — Боец, береги обувь и ноги (совм. с О. Галлаем)
- 1942 — Балтийская походная (фильм-песня, совм. с М. Добровой)
- 1942 — Подвиг хирурга
- 1943 — Алиментарная дистрофия и авитаминозы
- 1946 — Регуляторы жизни

## Награды
- орден «Знак Почёта» (23 мая 1940)[2][13]
- медаль «За оборону Ленинграда» (3 июня 1943)[14]
- орден Трудового Красного Знамени (14 апреля 1944) — за успешную работу в области советской кинематографии в дни Великой Отечественной войны и выпуск высокохудожественных кинокартин[18]

## Комментарии
1. ↑  по справочнику Сценаристы советского художественного кино. 1917—1967, изданному в 1972 году, — в Пензенской губернии.